# Payette (rivière)
Pour les articles homonymes, voir Payette.
La Payette (Payette River) est un cours d'eau de 100 kilomètres dans l'Idaho aux États-Unis. Il se jette dans la Snake, un affluent du fleuve Columbia.